# جان بيار لورو
جان بيار لورو (بالفرنسية: Jean-Pierre Leroux )‏ (و. 1938 – م) هو ممثل، وممثل دُبلاج، من فرنسا، ولد في ليل.

## التعليم
تعلم في المعهد الوطني العالي للفنون الدرامية ‏.

## وصلات خارجية
- جان بيار لورو على موقع IMDb (الإنجليزية)